# Ovruch
Ovruch (tiếng Ukraina: Овруч) là một thành phố của Ukraina. Thành phố này thuộc tỉnh Zhytomyr. Thành phố này có diện tích 9 km2, dân số theo điều tra dân số năm 2001 là 17031 người.

## Khí hậu
| Dữ liệu khí hậu của Ovruch               | Dữ liệu khí hậu của Ovruch | Dữ liệu khí hậu của Ovruch | Dữ liệu khí hậu của Ovruch | Dữ liệu khí hậu của Ovruch | Dữ liệu khí hậu của Ovruch | Dữ liệu khí hậu của Ovruch | Dữ liệu khí hậu của Ovruch | Dữ liệu khí hậu của Ovruch | Dữ liệu khí hậu của Ovruch | Dữ liệu khí hậu của Ovruch | Dữ liệu khí hậu của Ovruch | Dữ liệu khí hậu của Ovruch | Dữ liệu khí hậu của Ovruch |
| Tháng                                    | 1                          | 2                          | 3                          | 4                          | 5                          | 6                          | 7                          | 8                          | 9                          | 10                         | 11                         | 12                         | Năm                        |
| ---------------------------------------- | -------------------------- | -------------------------- | -------------------------- | -------------------------- | -------------------------- | -------------------------- | -------------------------- | -------------------------- | -------------------------- | -------------------------- | -------------------------- | -------------------------- | -------------------------- |
| Trung bình ngày tối đa °C (°F)           | −1.2 (29.8)                | 0.0 (32.0)                 | 5.5 (41.9)                 | 14.0 (57.2)                | 20.8 (69.4)                | 23.4 (74.1)                | 25.2 (77.4)                | 24.5 (76.1)                | 18.7 (65.7)                | 11.8 (53.2)                | 4.2 (39.6)                 | −0.4 (31.3)                | 12.2 (54.0)                |
| Trung bình ngày °C (°F)                  | −3.9 (25.0)                | −3.4 (25.9)                | 1.0 (33.8)                 | 8.3 (46.9)                 | 14.4 (57.9)                | 17.3 (63.1)                | 19.1 (66.4)                | 18.1 (64.6)                | 12.9 (55.2)                | 7.2 (45.0)                 | 1.6 (34.9)                 | −2.7 (27.1)                | 7.5 (45.5)                 |
| Tối thiểu trung bình ngày °C (°F)        | −6.6 (20.1)                | −6.7 (19.9)                | −2.5 (27.5)                | 3.4 (38.1)                 | 8.7 (47.7)                 | 12.0 (53.6)                | 13.9 (57.0)                | 12.8 (55.0)                | 8.3 (46.9)                 | 3.4 (38.1)                 | −1.2 (29.8)                | −5.2 (22.6)                | 3.4 (38.1)                 |
| Lượng Giáng thủy trung bình mm (inches)  | 31.8 (1.25)                | 34.2 (1.35)                | 39.2 (1.54)                | 45.0 (1.77)                | 56.2 (2.21)                | 76.7 (3.02)                | 107.8 (4.24)               | 60.8 (2.39)                | 61.9 (2.44)                | 46.0 (1.81)                | 46.0 (1.81)                | 39.8 (1.57)                | 645.4 (25.41)              |
| Số ngày giáng thủy trung bình (≥ 1.0 mm) | 8.7                        | 8.9                        | 8.3                        | 7.7                        | 8.6                        | 10.1                       | 10.5                       | 7.7                        | 8.3                        | 7.7                        | 9.4                        | 9.3                        | 105.2                      |
| Độ ẩm tương đối trung bình (%)           | 85.9                       | 82.9                       | 78.6                       | 71.1                       | 68.7                       | 73.0                       | 74.6                       | 74.9                       | 80.1                       | 83.4                       | 88.1                       | 88.4                       | 79.1                       |
| Nguồn: Tổ chức Khí tượng Thế giới        |                            |                            |                            |                            |                            |                            |                            |                            |                            |                            |                            |                            |                            |

## Người nổi tiếng
- Vladimir Bogoraz (1865-1936), nhà cách mạng, nhà văn và nhà nhân chủng học
- Stefano Ittar (1724-1790), kiến trúc sư người Ba Lan-Ý
- Oleksandr Lavrynovych (sinh năm 1956), nhà vật lý, luật sư và chính trị gia
- Yuri Nemyrych (1612–1659), chính trị gia của Khối thịnh vượng chung Ba Lan - Litva

## Hình ảnh

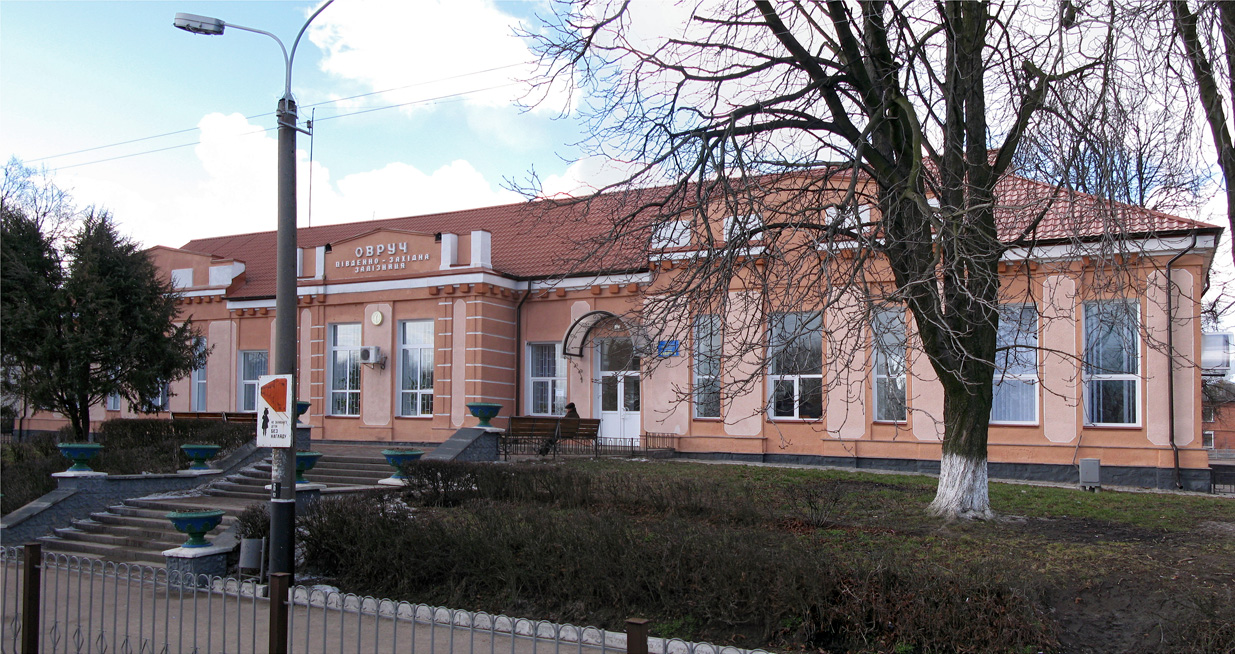
Nhà ga Ovruch
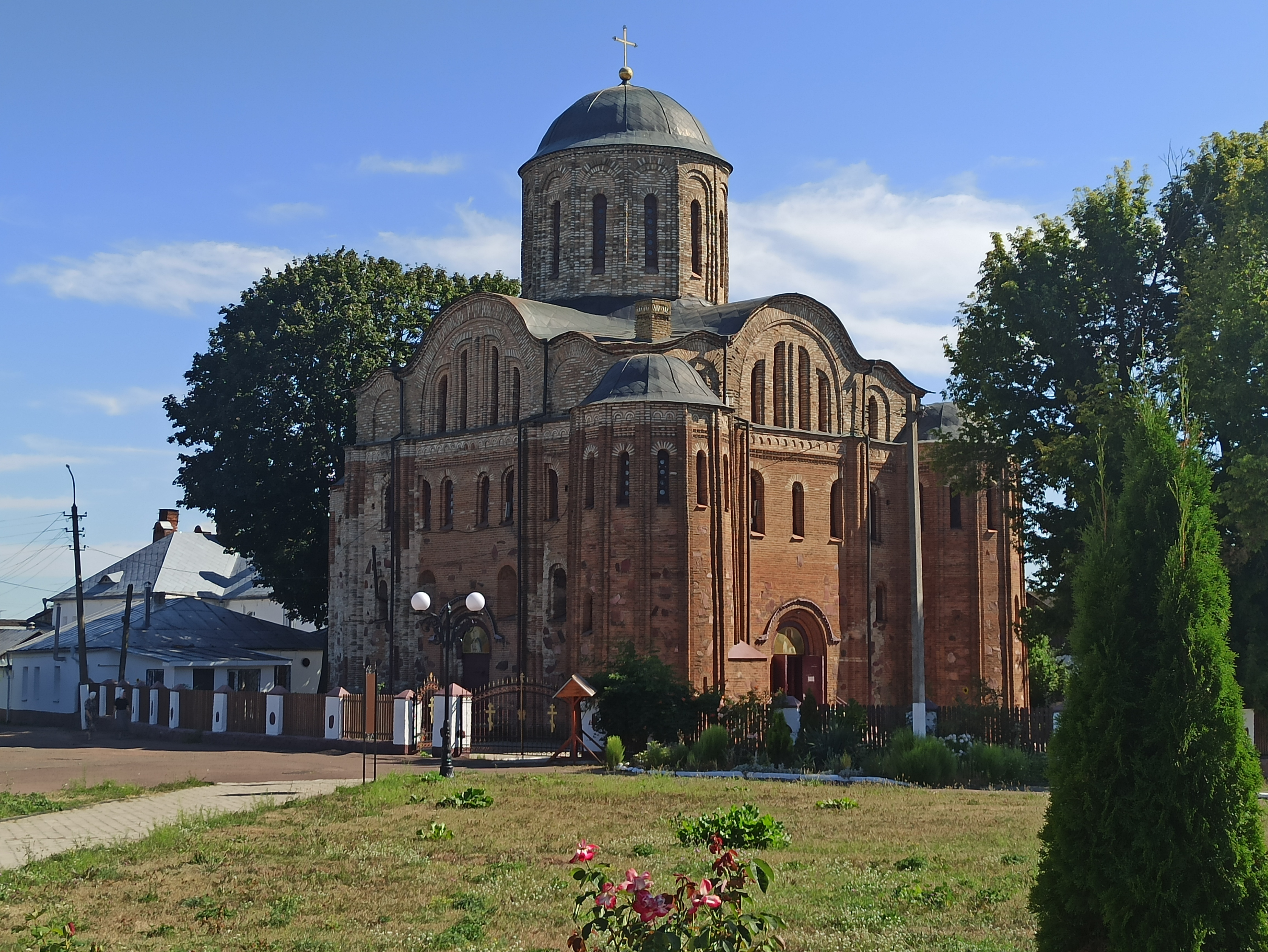
Nhà thờ thánh Basil
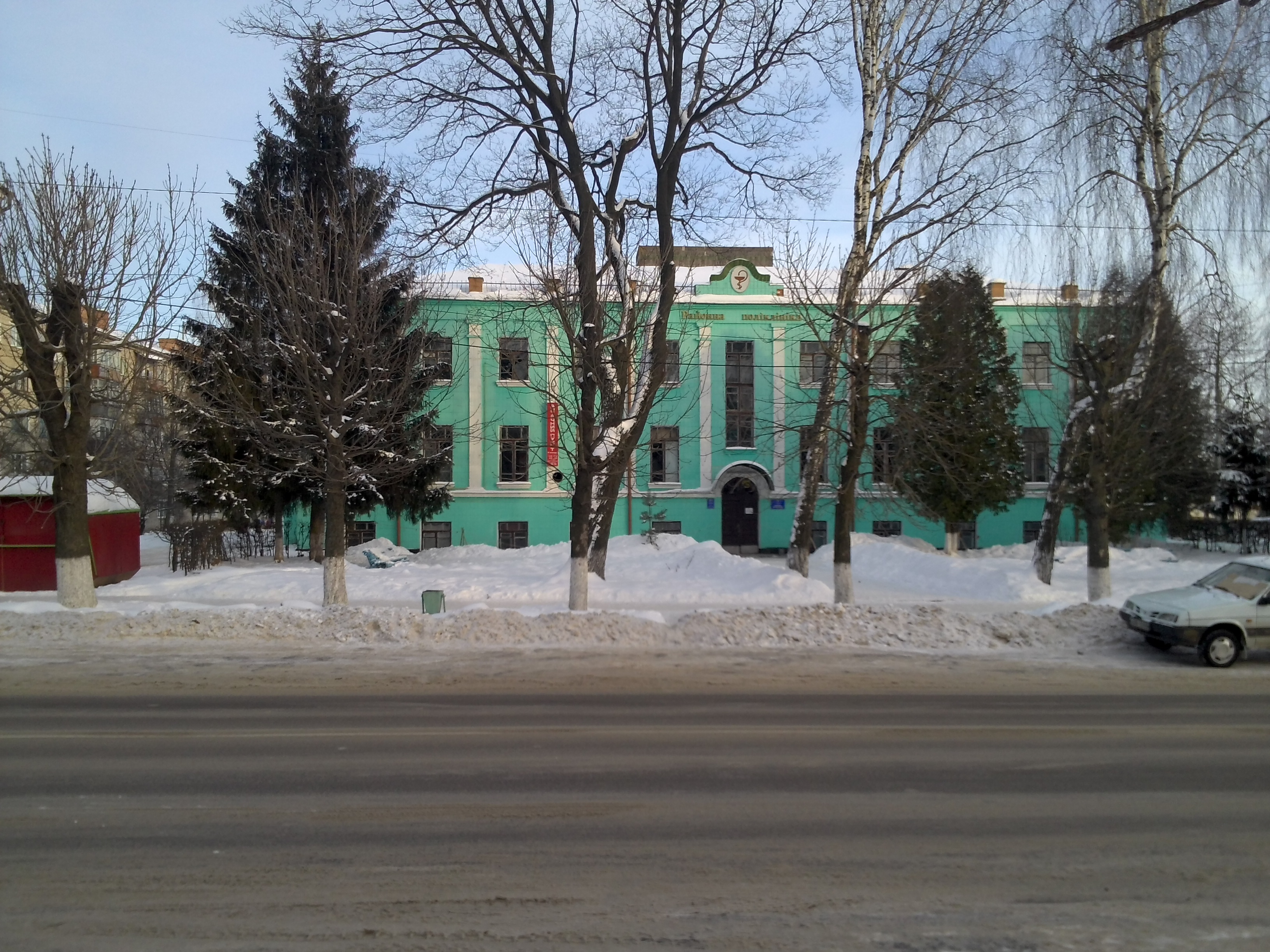
Ovruch vào mùa đông
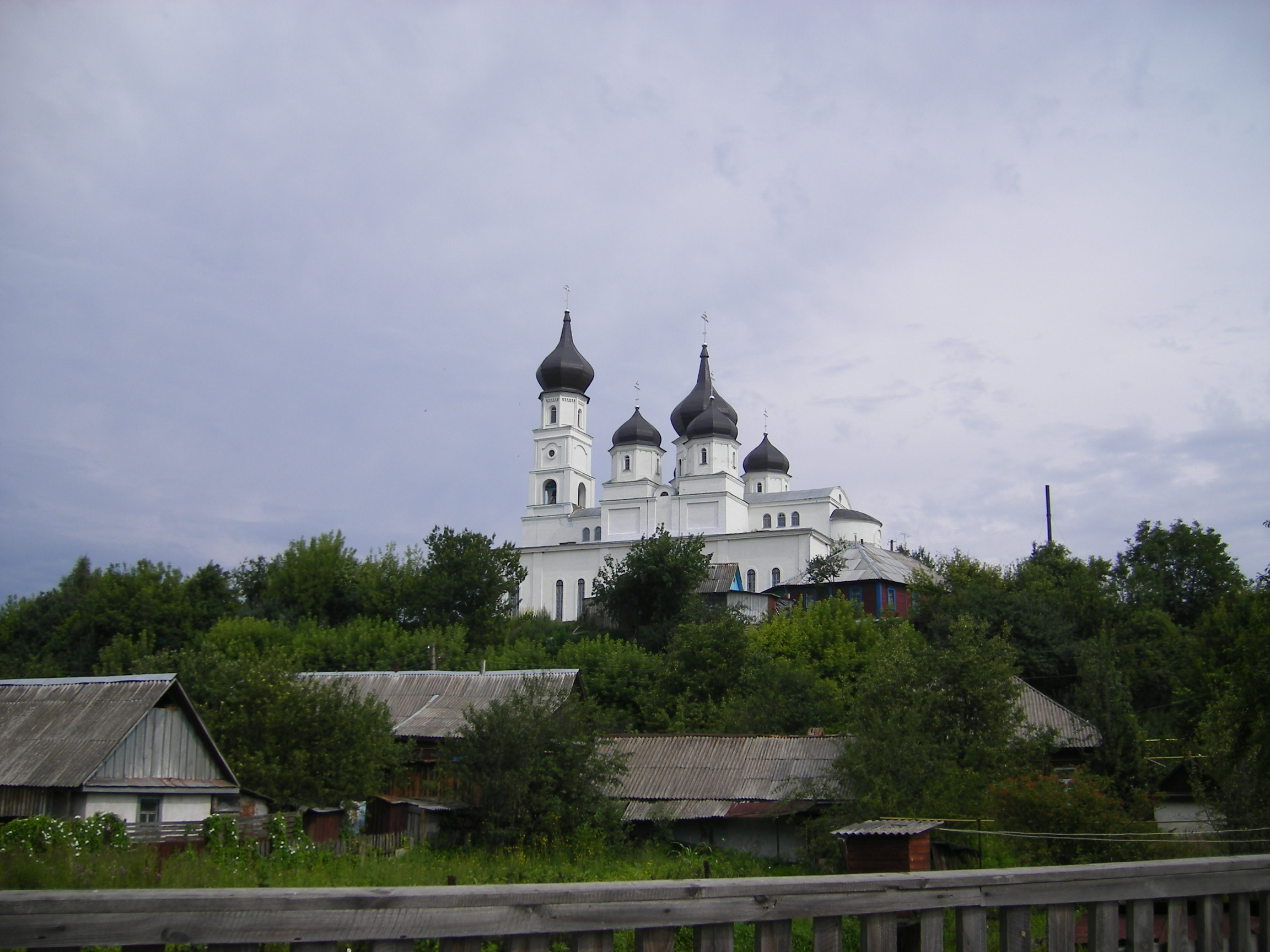
Nhà thờ Chúa Hiển dung
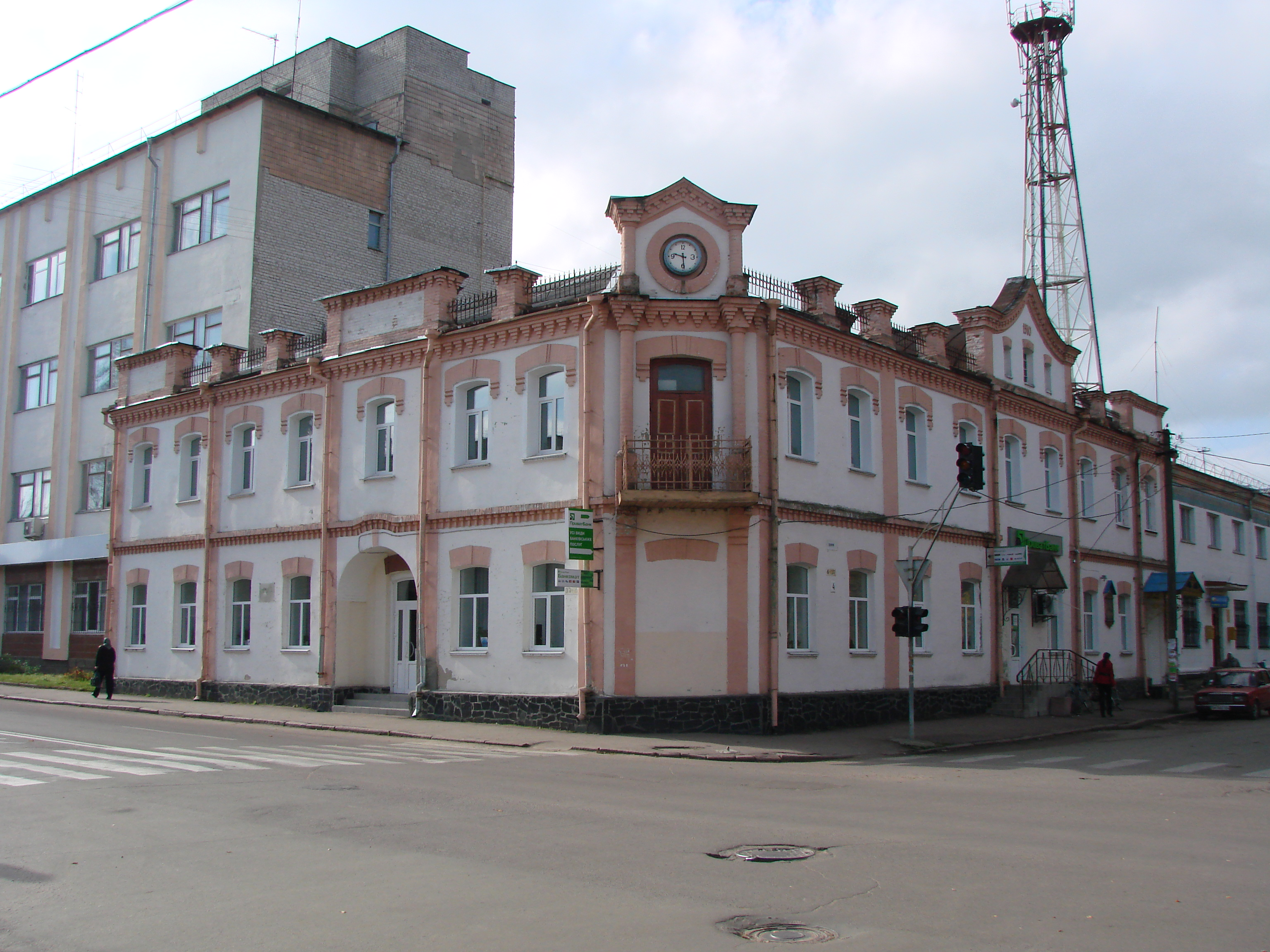
Một ngôi nhà cổ trong trung tâm thành phố